# Лудвиг Фердинанд Баварски
Лудвиг Фердинанд Мария Лудвиг Мария Карл Хайнрих Адалберт Франц Филип Андреас Константин Баварски (на немски: Ludwig Ferdinand Prinz von Bayern; Ludwig Ferdinand Maria Karl Heinrich Adalbert Franz Philipp Andreas Konstantin; * 22 октомври 1859, Мадрид; † 23 ноември 1949, Нимфенбург, Мюнхен) от династията на Вителсбахите, е принц на Кралство Бавария, лекар и генерал на кавалерията, получава титлата „инфант на Испания“.

## Биография
Той е големият син на принц Адалберт Баварски (1828 – 1875) и съпругата му Амалия дел Пилар Борбонска (1834 – 1905), инфанта на Испания, внучка на испанския крал Карлос IV, дъщеря на херцог Франциско де Паула де Борбон, херцог на Кадиц, и принцеса Луиза Карлота от Неапол-Сицилия. Внук е на баварския крал Лудвиг I и принцеса Тереза от Саксония-Хилдбургхаузен. Баща му е брат на крал Максимилиан II Йозеф Баварски, крал Ото I от Гърция и принцрегент Луитполд Баварски. Брат е на генерал принц Алфонс Баварски (1862 – 1933).
Лудвиг Фердинанд следва медицина в Хайделберг и Мюнхен и става лекар по хирургия и гинекология. От 1878 г. той живее в наименования на него „палат Лудвиг Фердинанд“ в Мюнхен.
Лудвиг Фердинанд се жени на 2 април 1883 г. в Мадрид за инфанта Мария де ла Пас Бурбон-Испанска (* 23 юни 1862, Мадрид; † 4 декември 1946, Нимфенбург), сестра на Алфонсо XII, дъщеря на херцог Франсиско де Асизи де Бурбон (1822 – 1902) и Исабела II (1830 – 1904), кралица на Испания (1833 – 1870).
От 1883 до 1918 г. той е в баварската войска. През първата световна война е шеф на хирургичното отделение на Мюнхенския гарнизонски лазарет.
Лудвиг Фердинанд Баварски умира на 23 ноември 1949 г. на 90 години в Нимфенбург, Мюнхен. Погребан е в гробницата на Вителсбахите в църквата „Св. Михаил“ в Мюнхен.
- Лудвиг Фердинанд и съпругата му
- Медал на Лудвиг Фердинанд, 1906
- Саркофаг на Лудвиг Фердинанд във Вителсбахската гробница в 
„Св. Михаил“, Мюнхен

## Деца
Лудвиг Фердинанд и Мария де ла Пас Бурбон-Испанска имат три деца:
- Фердинанд Мария Лудвиг Франц фон Асизи Изабелус Адалберт Илдефонс Мартин Бонифац Йозеф Изидро Баварски (* 10 май 1884, Мадрид; † 5 април 1958, Мадрид), принц, той се натурализира в Испания през 1905 г.; през 1914 г. се отказва от титлите и правата си за баварския трон и взема титлата „Инфант на Испания“, жени се I. в Мадрид на 12 януари 1906 г. за инфанта Мария Тереза Хабсбургска Испанска (* 12 ноември 1882; † 23 септември 1912), II. във Фуентерабия на 1 октомври 1914 г. за херцогиня Мария Луиза де Силва и Фернандес де Хенестроза де Талавера де ла Рейна, станала инфанта на Испания 1927 г. (* 3 декември 1870, Мадрид; † 2 април 1955, Мадрид)
- Адалберт Алфонс Мария Асценсион Антонюс Хубертус Йозеф омнес санкти (* 3 юни 1886, Нимфенбург; † 29 декември 1970, Мюнхен), женен на 12 юни 1919 г. в Залцбург за графиня Августа Мария Габриела фон Зеефрид-Бутенхайм (* 20 юни 1899, Знайм; † 21 януари 1978, Мюнхен)
- Мария дел Пилар Еулалия Антония Изабела Лудовика Франциска Йозефа Рита Еуфрасия омнес санкти (* 13 март 1891, Нимфенбург; † 29 януари 1987, Мюнхен), неомъжена